# Vichy (quận)
Quận Vichy là một quận của Pháp, nằm ở tỉnh Allier, ở vùng Auvergne-Rhône-Alpes. Quận này có 11 tổng và 103 xã.

## Các đơn vị hành chính

### Các tổng
Các tổng của quận Vichy là: 
1. Cusset-Nord
2. Cusset-Sud
3. Le Donjon
4. Escurolles
5. Gannat
6. Jaligny-sur-Besbre
7. Lapalisse
8. Le Mayet-de-Montagne
9. Varennes-sur-Allier
10. Vichy-Nord
11. Vichy-Sud

### Các xã
Các xã của quận Vichy, and their INSEE codes là: 
| 1. Abrest (03001)                    | 2. Andelaroche (03004)               | 3. Arfeuilles (03006)               | 4. Arronnes (03008)                   |
| 5. Avrilly (03014)                   | 6. Barrais-Bussolles (03017)         | 7. Bellerive-sur-Allier (03023)     | 8. Bert (03024)                       |
| 9. Billezois (03028)                 | 10. Billy (03029)                    | 11. Biozat (03030)                  | 12. Bost (03033)                      |
| 13. Boucé (03034)                    | 14. Broût-Vernet (03043)             | 15. Brugheas (03044)                | 16. Busset (03045)                    |
| 17. Bègues (03021)                   | 18. Charmeil (03060)                 | 19. Charmes (03061)                 | 20. Chassenard (03063)                |
| 21. Chavroches (03071)               | 22. Châtel-Montagne (03066)          | 23. Châtelperron (03067)            | 24. Châtelus (03068)                  |
| 25. Cindré (03079)                   | 26. Cognat-Lyonne (03080)            | 27. Creuzier-le-Neuf (03093)        | 28. Creuzier-le-Vieux (03094)         |
| 29. Créchy (03091)                   | 30. Cusset (03095)                   | 31. Droiturier (03105)              | 32. Escurolles (03109)                |
| 33. Espinasse-Vozelle (03110)        | 34. Ferrières-sur-Sichon (03113)     | 35. Gannat (03118)                  | 36. Hauterive (03126)                 |
| 37. Isserpent (03131)                | 38. Jaligny-sur-Besbre (03132)       | 39. Jenzat (03133)                  | 40. La Chabanne (03050)               |
| 41. La Chapelle (03056)              | 42. La Guillermie (03125)            | 43. Langy (03137)                   | 44. Lapalisse (03138)                 |
| 45. Laprugne (03139)                 | 46. Lavoine (03141)                  | 47. Le Bouchaud (03035)             | 48. Le Breuil (03042)                 |
| 49. Le Donjon (03103)                | 50. Le Mayet-d'École (03164)         | 51. Le Mayet-de-Montagne (03165)    | 52. Le Pin (03208)                    |
| 53. Le Vernet (03306)                | 54. Lenax (03142)                    | 55. Liernolles (03144)              | 56. Loddes (03147)                    |
| 57. Luneau (03154)                   | 58. Magnet (03157)                   | 59. Mariol (03163)                  | 60. Mazerier (03166)                  |
| 61. Molles (03174)                   | 62. Montaigu-le-Blin (03179)         | 63. Montaiguët-en-Forez (03178)     | 64. Montcombroux-les-Mines (03181)    |
| 65. Monteignet-sur-l'Andelot (03182) | 66. Montoldre (03187)                | 67. Neuilly-en-Donjon (03196)       | 68. Nizerolles (03201)                |
| 69. Poëzat (03209)                   | 70. Périgny (03205)                  | 71. Rongères (03215)                | 72. Saint-Bonnet-de-Rochefort (03220) |
| 73. Saint-Christophe (03223)         | 74. Saint-Clément (03224)            | 75. Saint-Didier-en-Donjon (03226)  | 76. Saint-Didier-la-Forêt (03227)     |
| 77. Saint-Félix (03232)              | 78. Saint-Germain-des-Fossés (03236) | 79. Saint-Gérand-le-Puy (03235)     | 80. Saint-Loup (03242)                |
| 81. Saint-Léger-sur-Vouzance (03239) | 82. Saint-Léon (03240)               | 83. Saint-Nicolas-des-Biefs (03248) | 84. Saint-Pierre-Laval (03250)        |
| 85. Saint-Pont (03252)               | 86. Saint-Priest-d'Andelot (03255)   | 87. Saint-Prix (03257)              | 88. Saint-Rémy-en-Rollat (03258)      |
| 89. Saint-Yorre (03264)              | 90. Saint-Étienne-de-Vicq (03230)    | 91. Sanssat (03266)                 | 92. Saulzet (03268)                   |
| 93. Serbannes (03271)                | 94. Servilly (03272)                 | 95. Seuillet (03273)                | 96. Sorbier (03274)                   |
| 97. Thionne (03284)                  | 98. Treteau (03289)                  | 99. Trézelles (03291)               | 100. Varennes-sur-Allier (03298)      |
| 101. Varennes-sur-Tèche (03299)      | 102. Vendat (03304)                  | 103. Vichy (03310)                  |                                       |